# Cyclasterinae
De Cyclasterinae zijn een onderfamilie van de Micrasteridae, een familie van zee-egels (Echinoidea) uit de orde Spatangoida.

## Geslachten
- Cyclaster Cotteau, 1856
- Isaster Desor, 1858 †
- Isopatagus Mortensen, 1948